# Liste des chansons enregistrées par Georges Brassens
Cet article recense, en respectant la chronologie, les chansons enregistrées par Georges Brassens qui ont fait l'objet d'une diffusion sur disque microsillon ou sur CD, en exceptant toutefois les parutions originelles en 78 tours.

## Titres enregistrés
- Textes et musiques de Georges Brassens, sauf indication contraire.

- Note : le titre La Visite ne peut être placé dans les tableaux, faute de connaître l'année de son enregistrement par Georges Brassens ; il est présent (pour la première fois) sur le 33 tours no 8 de l'intégrale parue en 1981. La Visite est rééditée depuis dans plusieurs intégrales CD.

### Les années 1950
| Titre                                                     | Musique         | Paroles                      | Durée | Enregistrement | Parution | Album                                                                            | Support       | Remarque |
| --------------------------------------------------------- | --------------- | ---------------------------- | ----- | -------------- | -------- | -------------------------------------------------------------------------------- | ------------- | --- |
| La File indienne                                          |                 |                              | 5:43  | 1952           | 2001     | Les Débuts de Brassens, en privé 1952-1955 « Il n'y a d'honnête que le bonheur » | CD            | Cette chanson, proposée sans succès à Maurice Chevalier puis aux Frères Jacques, qui déclinent l'offre, reste inédite durant près de cinquante ans. Georges Brassens ne l'enregistrant jamais officiellement, elle n'apparaît qu'en 2001 avec la publication sur CD de ces enregistrements privés datant des années 1952 à 1955. |
| Les Croque-morts améliorés                                |                 |                              | 3:01  | 1952           | 2001     | Les Débuts de Brassens, en privé 1952-1955 « Il n'y a d'honnête que le bonheur » | CD            | Titre resté inédit durant près de cinquante ans. |
| Le Bricoleur                                              | Eugène Météhen  |                              | 2:46  | 1952           | 2001     | Les Débuts de Brassens, en privé 1952-1955 « Il n'y a d'honnête que le bonheur » | CD            | La chanson popularisée par Patachou n'est jamais officiellement enregistrée par Brassens ; cette première version issue d'un enregistrement privé reste inédite durant près de cinquante ans. |
| Il n'y a d'honnête que le bonheur                         |                 |                              | 2:23  | 1952           | 2001     | Les Débuts de Brassens, en privé 1952-1955 « Il n'y a d'honnête que le bonheur » | CD            | Ce titre resté inédit durant près de cinquante ans, a initialement pour titre Viens. Or, en 1954 Gilbert Bécaud chante un titre homonyme (chanson que Brassens reprend en privé - voir plus bas). Par souci de clarté, l'édition CD de 2001 renomme la chanson de Brassens Il n'y a d'honnête que le bonheur. |
| Les Radis                                                 |                 |                              | 4:17  | 1952           | 2001     | Les Débuts de Brassens, en privé 1952-1955 « Il n'y a d'honnête que le bonheur » | CD            | Titre resté inédit durant près de cinquante ans. |
| La Valse des gros culs                                    |                 |                              | 0:57  | 1952           | 2001     | Les Débuts de Brassens, en privé 1952-1955 « Il n'y a d'honnête que le bonheur » | CD            | Titre resté inédit durant près de cinquante ans. Il s'agit d'une « chanson sans paroles », où Brassens, s'accompagnant à la guitare, imite le son de la trompette. |
| La Mauvaise Réputation                                    |                 |                              | 2:11  | 1952           | 1952     | La Mauvaise Réputation                                                           | 33 tours 25cm | Le disque est initialement sorti sous le titre Georges Brassens chante les chansons poétiques (… et souvent gaillardes) de… Georges Brassens. |
| Le Parapluie                                              |                 |                              | 2:33  | 1952           | 1952     | La Mauvaise Réputation                                                           | 33 tours 25cm | |
| Le Petit Cheval                                           |                 | poème de Paul Fort           | 2:22  | 1952           | 1952     | La Mauvaise Réputation                                                           | 33 tours 25cm | |
| Le Fossoyeur                                              |                 |                              | 2:10  | 1952           | 1952     | La Mauvaise Réputation                                                           | 33 tours 25cm | |
| Le Gorille                                                | Eugène Météhen  |                              | 3:20  | 1952           | 1952     | La Mauvaise Réputation                                                           | 33 tours 25cm | |
| Corne d'aurochs                                           |                 |                              | 2:54  | 1952           | 1952     | La Mauvaise Réputation                                                           | 33 tours 25cm | |
| La Chasse aux papillons                                   |                 |                              | 2:07  | 1952           | 1952     | La Mauvaise Réputation                                                           | 33 tours 25cm | |
| Hécatombe                                                 |                 |                              | 1:56  | 1952           | 1952     | La Mauvaise Réputation                                                           | 33 tours 25cm | |
| Le Vent                                                   |                 |                              | 1:17  | 1953           | 1953     | Le vent                                                                          | 33 tours 25cm | Le recto de la pochette originelle indique seulement Georges Brassens) ; le verso précise : « Georges Brassens interprète ses dernières compositions ». |
| J'ai rendez-vous avec vous                                |                 |                              | 2:02  | 1953           | 1953     | Le vent                                                                          | 33 tours 25cm | |
| Les Amoureux des bancs publics                            |                 |                              | 3:00  | 1953           | 1953     | Le vent                                                                          | 33 tours 25cm | |
| Ballade des dames du temps jadis                          |                 | poème de François Villon     | 2:02  | 1953           | 1953     | Le vent                                                                          | 33 tours 25cm | |
| Comme hier                                                |                 | poème de Paul Fort           | 1:42  | 1953           | 1953     | Le vent                                                                          | 33 tours 25cm | |
| Pauvre Martin                                             |                 |                              | 1:35  | 1953           | 1953     | Le vent                                                                          | 33 tours 25cm | |
| Brave Margot                                              |                 |                              | 3:18  | 1953           | 1953     | Le vent                                                                          | 33 tours 25cm | |
| Il suffit de passer le pont                               |                 |                              | 1:57  | 1953           | 1953     | Le vent                                                                          | 33 tours 25cm | |
| La Cane de Jeanne                                         |                 |                              | 1:25  | 1953           | 1953     | Le vent                                                                          | 33 tours 25cm | |
| La Marine                                                 |                 | poème de Paul Fort           | 2:29  | 1953           | 1953     | Le vent                                                                          | 33 tours 25cm | La Marine est un extrait du poème de Paul Fort L'Amour marin. |
| Il n'y a pas d'amour heureux                              |                 | poème de Louis Aragon        | 2:28  | 1953           | 1953     | Le vent                                                                          | 33 tours 25cm | |
| Les Sabots d'Hélène                                       |                 |                              | 2:46  | 1954           | 1954     | Les Sabots d'Hélène                                                              | 33 tours 25cm | Le recto de la pochette originelle indique seulement Georges Brassens no 3 ; le verso précise : « Georges Brassens sa guitare et les [sic] rythmes ». |
| Chanson pour l'Auvergnat « Elle est à toi cette chanson » |                 |                              | 3:01  | 1954           | 1954     | Les Sabots d'Hélène                                                              | 33 tours 25cm | |
| La Première Fille « qu'on a pris [sic] dans ses bras »    |                 |                              | 2:27  | 1954           | 1954     | Les Sabots d'Hélène                                                              | 33 tours 25cm | |
| La Prière                                                 |                 | Francis Jammes               | 3:05  | 1954           | 1954     | Les Sabots d'Hélène                                                              | 33 tours 25cm | Extraits des poèmes de Francis Jammes Les Mystères douloureux et Les Mystères joyeux. |
| Gastibelza « l'homme à la carabine »                      |                 | Victor Hugo                  |       | 1954           | 1954     | Les Sabots d'Hélène                                                              | 33 tours 25cm | Extraits du poème de Victor Hugo Guitare. |
| La Mauvaise Herbe                                         |                 |                              | 2:47  | 1954           | 1954     | Les Sabots d'Hélène                                                              | 33 tours 25cm | |
| Une jolie fleur « dans une peau de vache »                |                 |                              | 2:40  | 1954           | 1954     | Les Sabots d'Hélène                                                              | 33 tours 25cm | |
| Je suis un voyou (La Tramontane)                          |                 |                              | 2:40  | 1954           | 1954     | Les Sabots d'Hélène                                                              | 33 tours 25cm | |
| Le Mauvais Sujet repenti                                  |                 | Eugène Météhen               | 2:28  | 1954           | 1954     | Les Sabots d'Hélène                                                              | 33 tours 25cm | |
| P… de toi                                                 |                 |                              | 2:41  | 1954           | 1954     | Les Sabots d'Hélène                                                              | 33 tours 25cm | |
| Viens                                                     | Gilbert Bécaud  | Charles Aznavour             | 1:57  | 1955           | 2001     | Les Débuts de Brassens, en privé 1952-1955 « Il n'y a d'honnête que le bonheur » | CD            | Diffusée en 2001, cette reprise par Brassens de la chanson de Bécaud, interprétée et enregistrée en privé, est restée inédite durant près de cinquante ans. |
| Les Croix                                                 | Gilbert Bécaud  | Louis Amade                  | 1:12  | 1955           | 2001     | Les Débuts de Brassens, en privé 1952-1955 « Il n'y a d'honnête que le bonheur » | CD            | Titre resté inédit durant près de cinquante ans. |
| Quand tu danses                                           | Gilbert Bécaud  | Frank Gérald, Pierre Delanoé | 2:24  | 1955           | 2001     | Les Débuts de Brassens, en privé 1952-1955 « Il n'y a d'honnête que le bonheur » | CD            | Titre resté inédit durant près de cinquante ans |
| J'étais le maquereau                                      |                 |                              | 0:41  | 1955           | 2001     | Les Débuts de Brassens, en privé 1952-1955 « Il n'y a d'honnête que le bonheur » | CD            | Titre resté inédit durant près de cinquante ans. Georges Brassens utilise la même musique pour la chanson Révérence parler chantée lors de son récital à Bobino en 1969 ; peu satisfait de ce titre, il ne l'enregistre pas. En 1972, ce texte, remanié et sur une musique différente, devient Le Blason. |
| Mon père me donne cent sous                               | Traditionnel    | (id)                         | 1:30  | 1955           | 2001     | Les Débuts de Brassens, en privé 1952-1955 « Il n'y a d'honnête que le bonheur » | CD            | Titre resté inédit durant près de cinquante ans. |
| Dans la ville de Mézières                                 | Traditionnel    | (id)                         | 0:58  | 1955           | 2001     | Les Débuts de Brassens, en privé 1952-1955 « Il n'y a d'honnête que le bonheur » | CD            | Titre resté inédit durant près de cinquante ans. |
| Belleville-Ménilmontant                                   | Aristide Bruant | Aristide Bruant              | 1:58  | 1955           | 2001     | Les Débuts de Brassens, en privé 1952-1955 « Il n'y a d'honnête que le bonheur » | CD            | Version restée inédite durant près de cinquante ans. Georges Brassens enregistre officiellement ce titre en 1979 lors d'une émission de radio, enregistrement publié en 1983 sur la compilation Brassens chante Bruant, Colpi, Musset, Nadaud, Norge. |
| L'Enterrement de Verlaine (version chantée)               |                 | poème de Paul Fort           | 2:06  | 1955           | 2007     | Georges Brassens raconte Jean Le Loup de René Fallet                             | CD            | sortie en 2007, ce triple CD propose la version chantée du poème de Paul Fort, qu'on peut entendre aussi sur la compilation 20 ans d'émissions avec Georges Brassens à Europe 1 ; Brassens enregistre également une version déclamée sans musique de ce titre en 1961. |
| Le Bricoleur                                              | Eugène Météhen  |                              | 2:07  | 1955           | 2007     | Georges Brassens raconte Jean Le Loup de René Fallet                             | CD            | cette unique version studio interprétée par Brassens est enregistrée dans les studios d'Europe 1 ; (comme le titre précédent), l'enregistrement reste inédit durant 52 ans. L'artiste enregistre ces chansons (comme nombre d'autres), dans le cadre du feuilleton radiophonique Jean Le Loup écrit par René Fallet et raconté par Georges Brassens en 13 épisodes hebdomadaires, diffusés sur Europe 1 du 21 novembre 1955 au 13 février 1956. |
| Je me suis fait tout petit                                |                 |                              | 3:58  | 1956           | 1956     | Je me suis fait tout petit                                                       | 33 tours 25cm | Le recto de la pochette originelle indique seulement Georges Brassens ; le verso précise : « Georges Brassens et sa guitare ». |
| Auprès de mon arbre                                       |                 |                              | 3:08  | 1956           | 1956     | Je me suis fait tout petit                                                       | 33 tours 25cm | |
| Marinette (j'avais l'air d'un c..)                        |                 |                              | 1:51  | 1956           | 1956     | Je me suis fait tout petit                                                       | 33 tours 25cm | |
| Le Testament                                              |                 |                              | 4:01  | 1956           | 1956     | Je me suis fait tout petit                                                       | 33 tours 25cm | |
| Les Croquants                                             |                 |                              | 2:26  | 1956           | 1956     | Je me suis fait tout petit                                                       | 33 tours 25cm | |
| La Légende de la nonne                                    |                 | poème de Victor Hugo         | 3:12  | 1956           | 1956     | Je me suis fait tout petit                                                       | 33 tours 25cm | Brassens ne met en chanson que 9 des 24 strophes du poème d'Hugo. |
| Le Nombril des femmes d'agents                            |                 |                              | 2:27  | 1956           | 1956     | Je me suis fait tout petit                                                       | 33 tours 25cm | |
| Colombine                                                 |                 | poème de Paul Verlaine       | 1:58  | 1956           | 1956     | Je me suis fait tout petit                                                       | 33 tours 25cm | |
| La mala réputacion (La mauvaise réputation en espagnol)   |                 | Pierre Pascal (adaptation)   | 3:03  | 1956           | 1991     | Georges Brassens chante les chansons de sa jeunesse                              | CD            | Titre resté inédit durant 35 ans. Volume 12 du coffret J’ai rendez-vous avec vous paru en 1991 |
| La pata de Juana (La cane de Jeanne en espagnol)          |                 | Pierre Pascal (adaptation)   | 1:49  | 1956           | 1991     | Georges Brassens chante les chansons de sa jeunesse                              | CD            | Titre resté inédit durant 35 ans. Volume 12 du coffret J’ai rendez-vous avec vous paru en 1991 |
| El testamento (Le testament en espagnol)                  |                 | Pierre Pascal (adaptation)   | 3:58  | 1956           | 1991     | Georges Brassens chante les chansons de sa jeunesse                              | CD            | Titre resté inédit durant 35 ans. Volume 12 du coffret J’ai rendez-vous avec vous paru en 1991 |
| Oncle Archibald                                           |                 |                              | 3:29  | 1957           | 1957     | Oncle Archibald                                                                  | 33 tours 25cm | À l'origine le disque est sorti sans titre (le recto de la pochette indiquait seulement Georges Brassens) ; Toutefois le verso contenait l'appellation : Georges Brassens et sa guitare accompagné par Pierre Nicolas. |
| L'Amandier                                                |                 |                              | 2:21  | 1957           | 1957     | Oncle Archibald                                                                  | 33 tours 25cm | BO du film Porte des Lilas de René Clair |
| La marche nuptiale                                        |                 |                              | 3:56  | 1957           | 1957     | Oncle Archibald                                                                  | 33 tours 25cm | |
| Au bois de mon cœur                                       |                 |                              | 3:01  | 1957           | 1957     | Oncle Archibald                                                                  | 33 tours 25cm | BO du film Porte des Lilas de René Clair |
| Celui qui a mal tourné                                    |                 |                              | 2:30  | 1957           | 1957     | Oncle Archibald                                                                  | 33 tours 25cm | |
| Grand-père                                                |                 |                              | 3:57  | 1957           | 1957     | Oncle Archibald                                                                  | 33 tours 25cm | |
| Les Lilas                                                 |                 |                              | 2:43  | 1957           | 1957     | Oncle Archibald                                                                  | 33 tours 25cm | |
| Les Philistins                                            |                 | poème de Jean Richepin       | 1:46  | 1957           | 1957     | Oncle Archibald                                                                  | 33 tours 25cm | |
| Le Vin                                                    |                 |                              | 2:49  | 1957           | 1957     | Oncle Archibald                                                                  | 33 tours 25cm | BO du film Porte des Lilas de René Clair |
| Le Pornographe                                            |                 |                              | 3:40  | 1958           | 1958     | Le Pornographe                                                                   | 33 tours 25cm | À l'origine le disque est sorti sans titre (le recto de la pochette indiquait seulement Georges Brassens) ; Toutefois le verso contenait l'appellation : Georges Brassens et sa guitare. |
| Le Vieux Léon                                             |                 |                              | 3:46  | 1958           | 1958     | Le Pornographe                                                                   | 33 tours 25cm | |
| La Femme d'Hector                                         |                 |                              | 4:06  | 1958           | 1958     | Le Pornographe                                                                   | 33 tours 25cm | |
| À l'ombre du cœur de ma mie                               |                 |                              | 2:53  | 1958           | 1958     | Le Pornographe                                                                   | 33 tours 25cm | |
| Le Cocu                                                   |                 |                              | 3:29  | 1958           | 1958     | Le Pornographe                                                                   | 33 tours 25cm | |
| La Ronde des jurons                                       |                 |                              | 2:37  | 1958           | 1958     | Le Pornographe                                                                   | 33 tours 25cm | |
| Comme une sœur                                            |                 |                              | 2:36  | 1958           | 1958     | Le Pornographe                                                                   | 33 tours 25cm | |
| Bonhomme                                                  |                 |                              | 2:03  | 1958           | 1958     | Le Pornographe                                                                   | 33 tours 25cm | |
| Maman, papa (en duo avec Patachou)                        |                 |                              | 2:09  | 1959           | 1959     | Pour papa et maman (Philips 432.286)                                             | Maxi 45 tours | Ce titre est l'unique fois où Georges Brassens enregistra un duo en studio ; c'est également l'une des rares fois où Brassens est accompagné par un orchestre. Patachou a créé et enregistré (en solo), ce titre en 1952 (33 tours 25cm Patachou chante Brassens). Ce duo Patachou-Brassens est présent sur l'album posthume sorti en 1983 Brassens chante Bruant, Colpi, Musset, Nadaud, Norge.                                                |

### Les années 1960
| Titre                                          | Musique                                       | Paroles                                       | Durée | Enregistrement | Parution | Album                                          | Support        | Remarque |
| ---------------------------------------------- | --------------------------------------------- | --------------------------------------------- | ----- | -------------- | -------- | ---------------------------------------------- | -------------- | --- |
| Les Funérailles d'antan                        |                                               |                                               | 3:57  | 1960           | 1960     | Les Funérailles d'antan                        | 33 tours 25cm  | À l'origine le disque est sorti sans titre (le recto indiquait seulement Georges Brassens) ; toutefois le verso indiquait : Georges Brassens et sa guitare, accompagné par Pierre Nicolas.                       |
| Le Mécréant                                    |                                               |                                               | 3:25  | 1960           | 1960     | Les Funérailles d'antan                        | 33 tours 25cm  | |
| Embrasse-les tous                              |                                               |                                               | 2:22  | 1960           | 1960     | Les Funérailles d'antan                        | 33 tours 25cm  | |
| Le Père Noël et la petite fille                |                                               |                                               | 2:13  | 1960           | 1960     | Les Funérailles d'antan                        | 33 tours 25cm  | |
| Le Bistrot                                     |                                               |                                               | 2:41  | 1960           | 1960     | Les Funérailles d'antan                        | 33 tours 25cm  | |
| L'Orage                                        |                                               |                                               | 3:19  | 1960           | 1960     | Les Funérailles d'antan                        | 33 tours 25cm  | |
| Pénélope                                       |                                               |                                               | 3:07  | 1960           | 1960     | Les Funérailles d'antan                        | 33 tours 25cm  | |
| Le Verger du roi Louis                         |                                               | poème de Théodore de Banville                 | 1:50  | 1960           | 1960     | Les Funérailles d'antan                        | 33 tours 25cm  | |
| Si le bon dieu l'avait voulu                   |                                               | poème de Paul Fort                            | 1:29  | 1961           | 1961     | Hommage à Paul Fort                            | Super 45 tours | Avec ce disque, Georges Brassens rend hommage à son ami et poète Paul Fort décédé le 20 avril 1960. L'opus comprend 7 titres. On retrouvera ce titre en piste 8 du disque Les Trompettes de la renommée en 1962. |
| L'Enterrement de Verlaine (version parlée)     | (sans musique)                                | poème de Paul Fort                            | 1:13  | 1961           | 1961     | Hommage à Paul Fort                            | Super 45 tours | (pour rappel) Georges Brassens a enregistré en 1955 une version chantée de ce titre. |
| Germaine Tourangelle                           | (sans musique)                                | poème de Paul Fort                            | 0:52  | 1961           | 1961     | Hommage à Paul Fort                            | Super 45 tours | |
| À Mireille dite « Petit Verglas »              | (sans musique)                                | poème de Paul Fort                            | 1:35  | 1961           | 1961     | Hommage à Paul Fort                            | Super 45 tours | |
| Le temps ne fait rien à l'affaire              |                                               |                                               | 2:09  | 1961           | 1961     | Le temps ne fait rien à l'affaire              | 33 tours 25cm  | À l'origine le disque est sorti sans titre (le recto indiquait seulement Georges Brassens). |
| Dans l'eau de la claire fontaine               |                                               |                                               | 2:16  | 1961           | 1961     | Le temps ne fait rien à l'affaire              | 33 tours 25cm  | |
| La Traîtresse                                  |                                               |                                               | 2:28  | 1961           | 1961     | Le temps ne fait rien à l'affaire              | 33 tours 25cm  | |
| La Ballade des cimetières                      |                                               |                                               | 3:13  | 1961           | 1961     | Le temps ne fait rien à l'affaire              | 33 tours 25cm  | |
| La Complainte des filles de joie               |                                               |                                               | 2:42  | 1961           | 1961     | Le temps ne fait rien à l'affaire              | 33 tours 25cm  | |
| Tonton Nestor - La noce de Jeannette           |                                               |                                               | 2:02  | 1961           | 1961     | Le temps ne fait rien à l'affaire              | 33 tours 25cm  | |
| Le Temps passé                                 |                                               |                                               | 3:04  | 1961           | 1961     | Le temps ne fait rien à l'affaire              | 33 tours 25cm  | |
| La Fille à cent sous                           |                                               |                                               | 2:21  | 1961           | 1961     | Le temps ne fait rien à l'affaire              | 33 tours 25cm  | |
| Les Trompettes de la renommée                  |                                               |                                               | 5:12  | 1962           | 1962     | Les Trompettes de la renommée                  | 33 tours 25cm  | À l'origine le disque est sorti sans titre (le recto indiquait seulement Georges Brassens). |
| Jeanne                                         |                                               |                                               | 3:02  | 1962           | 1962     | Les Trompettes de la renommée                  | 33 tours 25cm  | |
| Je rejoindrai ma belle                         |                                               |                                               | 1:54  | 1962           | 1962     | Les Trompettes de la renommée                  | 33 tours 25cm  | |
| Marquise                                       |                                               | poèmes de Pierre Corneille et Tristan Bernard | 2:09  | 1962           | 1962     | Les Trompettes de la renommée                  | 33 tours 25cm  | Les trois premières strophes sont « empruntées » au poème Stances à Marquise de Pierre Corneille, auxquelles Brassens joint, en guise de final à sa chanson, un couplet de Tristan Bernard.                      |
| Les Amours d'antan                             |                                               |                                               | 3:13  | 1962           | 1962     | Les Trompettes de la renommée                  | 33 tours 25cm  | |
| La marguerite                                  |                                               |                                               | 2:12  | 1962           | 1962     | Les Trompettes de la renommée                  | 33 tours 25cm  | |
| L'Assassinat                                   |                                               |                                               | 3:43  | 1962           | 1962     | Les Trompettes de la renommée                  | 33 tours 25cm  | |
| La Guerre de 14-18                             |                                               |                                               | 2:19  | 1962           | 1962     | Les Trompettes de la renommée                  | 33 tours 25cm  | |
| Je suis swing                                  | André Hornez - Johnny Hess                    | André Hornez - Johnny Hess                    | 1:25  | 1962           | 2001     | Georges Brassens Inédits (archives 1953-1980)  | CD             | Paru en 2001, ce titre enregistré (en décembre 1962), pour l'émission de Claude Dufresnes Cadeaux insolites, est resté inédit durant 39 ans.                                                                     |
| Les Copains d'abord                            |                                               |                                               | 4:01  | 1964           | 1964     | Les Copains d'abord                            |                | Thème du film Les Copains d'Yves Robert. À l'origine, l'album est sorti sans titre. |
| Les 4'Z'Arts                                   |                                               |                                               | 4:33  | 1964           | 1964     | Les Copains d'abord                            |                | |
| Le Petit Joueur de flûteau                     |                                               |                                               | 3:38  | 1964           | 1964     | Les Copains d'abord                            |                | |
| La Tondue                                      |                                               |                                               | 2:48  | 1964           | 1964     | Les Copains d'abord                            |                | |
| Le 22 septembre                                |                                               |                                               | 3:28  | 1964           | 1964     | Les Copains d'abord                            |                | |
| Les Deux Oncles                                |                                               |                                               | 4:19  | 1964           | 1964     | Les Copains d'abord                            |                | |
| Vénus callipyge                                |                                               |                                               | 3:44  | 1964           | 1964     | Les Copains d'abord                            |                | |
| Le Mouton de Panurge                           |                                               |                                               | 3:26  | 1964           | 1964     | Les Copains d'abord                            |                | |
| La Route aux 4 chansons                        |                                               |                                               | 2:52  | 1964           | 1964     | Les Copains d'abord                            |                | |
| Saturne                                        |                                               |                                               | 2:54  | 1964           | 1964     | Les Copains d'abord                            |                | |
| Le Grand Pan                                   |                                               |                                               | 4:18  | 1964           | 1964     | Les Copains d'abord                            |                | |
| Le Grand Café                                  | Charles Trenet                                | Charles Trenet                                | 1:53  | 1966           | 2001     | Georges Brassens Inédits (archives 1953-1980)  | CD             | Paru en 2001, ce titre - comme les trois ci-dessous - enregistré pour l'émission La la la de Janine Guyon (diffusé le 26 février 1966 sur la 2e chaîne), est resté inédit durant 35 ans.                         |
| Tout est au duc (avec Charles Trenet)          | Georges Brassens, Charles Trenet, Fred Adison | Georges Brassens, Charles Trenet, Fred Adison | 0:25  | 1966           | 2001     | Georges Brassens Inédits (archives 1953-1980)  | CD             | Titre resté inédit durant 35 ans. |
| Le Petit Oiseau (avec Charles Trenet)          | Charles Trenet                                | Charles Trenet                                | 1:36  | 1966           | 2001     | Georges Brassens Inédits (archives 1953-1980)  | CD             | Titre resté inédit durant 35 ans. |
| Vous êtes jolie (avec Charles Trenet)          | Charles Trenet                                | Charles Trenet                                | 2:05  | 1966           | 2001     | Georges Brassens Inédits (archives 1953-1980)  | CD             | Titre resté inédit durant 35 ans. |
| Supplique pour être enterré à la plage de Sète |                                               |                                               | 7:17  | 1966           | 1966     | Supplique pour être enterré à la plage de Sète |                | À l'origine le disque est sorti sans titre. |
| Le Fantôme                                     |                                               |                                               | 3:54  | 1966           | 1966     | Supplique pour être enterré à la plage de Sète |                | |
| La Fessée                                      |                                               |                                               | 4:23  | 1966           | 1966     | Supplique pour être enterré à la plage de Sète |                | |
| Le Pluriel                                     |                                               |                                               | 4:08  | 1966           | 1966     | Supplique pour être enterré à la plage de Sète |                | |
| Les Quatre Bacheliers                          |                                               |                                               | 5:11  | 1966           | 1966     | Supplique pour être enterré à la plage de Sète |                | |
| Le Bulletin de santé                           |                                               |                                               | 4:05  | 1966           | 1966     | Supplique pour être enterré à la plage de Sète |                | |
| La Non-demande en mariage                      |                                               |                                               | 4:16  | 1966           | 1966     | Supplique pour être enterré à la plage de Sète |                | |
| Le Grand Chêne                                 |                                               |                                               | 4:12  | 1966           | 1966     | Supplique pour être enterré à la plage de Sète |                | |
| Concurrence déloyale                           |                                               |                                               | 3:41  | 1966           | 1966     | Supplique pour être enterré à la plage de Sète |                | |
| L'Épave                                        |                                               |                                               | 3:30  | 1966           | 1966     | Supplique pour être enterré à la plage de Sète |                | |
| Le Moyenâgeux                                  |                                               |                                               | 4:55  | 1966           | 1966     | Supplique pour être enterré à la plage de Sète |                | |
| Heureux qui comme Ulysse                       | Georges Delerue                               | Henri Colpi                                   | 2:15  | 1969           | 1969     |                                                | 45 tours       | BO du film Heureux qui comme Ulysse d'Henri Colpi. |
| Misogynie à part                               |                                               |                                               | 3:45  | 1969           | 1969     | Misogynie à part                               |                | À l'origine le disque est sorti sans titre. |
| Bécassine                                      |                                               |                                               | 4:29  | 1969           | 1969     | Misogynie à part                               |                | |
| L'Ancêtre                                      |                                               |                                               | 4:43  | 1969           | 1969     | Misogynie à part                               |                | |
| Rien à jeter                                   |                                               |                                               | 3:56  | 1969           | 1969     | Misogynie à part                               |                | |
| Les Oiseaux de passage                         |                                               | sur un poème de Jean Richepin                 | 3:12  | 1969           | 1969     | Misogynie à part                               |                | |
| La Religieuse                                  |                                               |                                               | 4:51  | 1969           | 1969     | Misogynie à part                               |                | |
| Pensées des morts                              |                                               | sur un poème d'Alphonse de Lamartine          | 5:34  | 1969           | 1969     | Misogynie à part                               |                | |
| La Rose, la Bouteille et la Poignée de main    |                                               |                                               | 4:52  | 1969           | 1969     | Misogynie à part                               |                | |
| Sale petit bonhomme                            |                                               |                                               | 3:31  | 1969           | 1969     | Misogynie à part                               |                | |

### Les années 1970-1980
| Titre                                         | Musique                    | Paroles                                 | Durée | Enregistrement | Parution | Album                                                | Support                    | Remarque |
| --------------------------------------------- | -------------------------- | --------------------------------------- | ----- | -------------- | -------- | ---------------------------------------------------- | -------------------------- | --- |
| Jean rentre au village                        |                            |                                         | 1:25  | 1970           | 2001     | Georges Brassens Inédits (archives 1953-1980)        | CD                         | Paru en 2001, ce titre est resté inédit durant 31 ans. |
| Les Passantes (1re version)                   |                            | poème d'Antoine Pol                     | 3:53  | 1972           | 2001     | Georges Brassens Inédits (archives 1953-1980)        | CD                         | Cette version enregistrée lors d'une séance de travail chez Georges Brassens, est restée inédite jusqu'en 2001. |
| Les Passantes (2e version)                    |                            | Antoine Pol                             | 4:10  | 1972           | 2001     | Georges Brassens Inédits (archives 1953-1980)        | CD                         | Inédit durant 29 ans, cet enregistrement est issu de la même séance que le titre précédent. |
| Fernande                                      |                            |                                         | 3:39  | 1972           | 1972     | Fernande                                             |                            | À l'origine le disque est sorti sans titre. |
| Stances à un cambrioleur                      |                            |                                         | 4:13  | 1972           | 1972     | Fernande                                             |                            | |
| La Ballade des gens qui sont nés quelque part |                            |                                         | 3:26  | 1972           | 1972     | Fernande                                             |                            | |
| La Princesse et le Croque-notes               |                            |                                         | 4:18  | 1972           | 1972     | Fernande                                             |                            | |
| Sauf le respect que je vous dois              |                            |                                         | 3:08  | 1972           | 1972     | Fernande                                             |                            | |
| Le Blason                                     |                            |                                         | 5:14  | 1972           | 1972     | Fernande                                             |                            | |
| Mourir pour des idées                         |                            |                                         | 4:42  | 1972           | 1972     | Fernande                                             |                            | |
| Quatre-vingt-quinze pour cent                 |                            |                                         | 4:35  | 1972           | 1972     | Fernande                                             |                            | |
| Les Passantes ("3e version")                  |                            | poème d'Antoine Pol                     | 4:11  | 1972           | 1972     | Fernande                                             |                            | Le poème d'Antoine Pol est ici raccourci de deux strophes. |
| Le Roi                                        |                            |                                         | 3:53  | 1972           | 1972     | Fernande                                             |                            | |
| À l'ombre des maris                           |                            |                                         | 4:48  | 1972           | 1972     | Fernande                                             |                            | |
| Tu t'en iras les pieds devant                 | Maurice Boukay             | Maurice Boukay                          | 1:54  | 197?           | 2001     | Georges Brassens Inédits (archives 1953-1980)        | CD                         | Ce titre resté inédit est paru pour la première fois en 2001. Il fut enregistré en 197? au cours de l'émission Le cabaret de l'histoire de Guy Breton diffusée sur la 1re chaine. |
| Altesse                                       |                            | poème de Victor Hugo                    | 1:30  | 1976           | 2001     | Georges Brassens Inédits (archives 1953-1980)        | CD                         | Resté inédit durant 26 ans, ce titre fut enregistré lors d'une séance de travail chez Georges Brassens. |
| Trompe la mort                                |                            |                                         | 4:03  | 1976           | 1976     | Trompe la mort                                       |                            | À l'origine, l'album est sorti sous le titre Nouvelles chansons. |
| Les Ricochets                                 |                            |                                         | 4:12  | 1976           | 1976     | Trompe la mort                                       |                            | |
| Tempête dans un bénitier                      |                            |                                         | 3:34  | 1976           | 1976     | Trompe la mort                                       |                            | |
| Le Boulevard du temps qui passe               |                            |                                         | 2:33  | 1976           | 1976     | Trompe la mort                                       |                            | |
| Le Modeste                                    |                            |                                         | 3:45  | 1976           | 1976     | Trompe la mort                                       |                            | |
| Don Juan                                      |                            |                                         | 3:52  | 1976           | 1976     | Trompe la mort                                       |                            | |
| Les Casseuses                                 |                            |                                         | 3:35  | 1976           | 1976     | Trompe la mort                                       |                            | |
| Cupidon s'en fout                             |                            |                                         | 3:35  | 1976           | 1976     | Trompe la mort                                       |                            | |
| Montélimar                                    |                            |                                         | 2:47  | 1976           | 1976     | Trompe la mort                                       |                            | |
| Histoire de faussaire                         |                            |                                         | 3:47  | 1976           | 1976     | Trompe la mort                                       |                            | |
| La Messe au pendu                             |                            |                                         | 4:08  | 1976           | 1976     | Trompe la mort                                       |                            | |
| Lèche-cocu                                    |                            |                                         | 3:39  | 1976           | 1976     | Trompe la mort                                       |                            | |
| Les Patriotes                                 |                            |                                         | 3:00  | 1976           | 1976     | Trompe la mort                                       |                            | |
| Mélanie                                       |                            |                                         | 5:47  | 1976           | 1976     | Trompe la mort                                       |                            | |
| Élégie à un rat de cave                       |                            |                                         | 3:51  | 1979           | 1979     | Brassens-Moustache jouent Brassens en jazz           | Double album               | Comme l'indique son titre sur ce double album Georges Brassens et Moustache, accompagnés (notamment) par le groupe Les Petits Français, jouent les chansons de Brassens en jazz. 23 titres au total sur lesquels Brassens est à la guitare. Pour l'occasion, il crée la chanson Élégie à un rat de cave, l'unique titre chanté de l'album (il interprète également le refrain de Le temps passé). |
| Chanson du hérisson                           | Philippe Chatel            | Philippe Chatel                         | 3:27  | 1979           | 1979     | Émilie Jolie                                         |                            | |
| Belleville-Ménilmontant                       | Aristide Bruant            | Aristide Bruant                         | 2:22  | 1979           | 1979     | Brassens chante Bruant, Colpi, Musset, Nadaud, Norge |                            | Ce titre (comme ceux ci-dessous), furent enregistrés sur Europe 1 dans l'émission Pirouettes. Album posthume paru en 1983. Il contient également les titres : Maman, papa (en duo avec Patachou (1959 - piste 5) ; ÉLégie à un rat de cave (1979 - piste 6) ; Heureux qui comme Ulysse (1969 - piste 12).                                                                                         |
| Places de Paris                               | Adolf Stanislas            | Lucien Boyer                            | 3:50  | 1979           | 1979     | Brassens chante Bruant, Colpi, Musset, Nadaud, Norge |                            | |
| À la place Maubert                            | Aristide Bruant            | Aristide Bruant                         | 2:37  | 1979           | 1979     | Brassens chante Bruant, Colpi, Musset, Nadaud, Norge |                            | |
| À la Goutte d’Or                              | Aristide Bruant            | Aristide Bruant                         | 2:23  | 1979           | 1979     | Brassens chante Bruant, Colpi, Musset, Nadaud, Norge |                            | |
| Carcassonne                                   |                            | Poème de Gustave Nadaud                 | 2:10  | 1979           | 1979     | Brassens chante Bruant, Colpi, Musset, Nadaud, Norge |                            | |
| Le Roi boiteux                                |                            | Poème de Gustave Nadaud                 | 1:35  | 1979           | 1979     | Brassens chante Bruant, Colpi, Musset, Nadaud, Norge |                            | |
| Jehan l'advenu                                | Jacques Yvart              | Géo Norge                               | 1:34  | 1979           | 1979     | Brassens chante Bruant, Colpi, Musset, Nadaud, Norge |                            | |
| Ballade à la lune                             |                            | Poème d'Alfred de Musset                | 2:30  | 1979           | 1979     | Brassens chante Bruant, Colpi, Musset, Nadaud, Norge |                            | |
| À mon frère revenant d'Italie                 |                            | Poème d'Alfred de Musset                | 4:53  | 1979           | 1979     | Brassens chante Bruant, Colpi, Musset, Nadaud, Norge |                            | |
| Avoir un bon copain                           | Werner R. Heymann          | Jean Boyer                              | 2:03  | 1980           | 1982     | Georges Brassens chante les chansons de sa jeunesse  | double album 33 tours/30cm | Disque posthume paru en 1982. Toutes les chansons furent enregistrées dans les studios de Radio Monte-Carlo en mai 1980, pour être diffusées à l'automne, durant les émissions « Grand quitte ou double », organisées au profit de l'association Perce-Neige que présidait Lino Ventura. |
| On n'a pas besoin de la lune                  | Paul Misraki               | André Hornez                            | 3:17  | 1980           | 1982     | Georges Brassens chante les chansons de sa jeunesse  | double album 33 tours/30cm | |
| Le Bateau de pêche                            | Paul Misraki               | André Hornez                            | 3:16  | 1980           | 1982     | Georges Brassens chante les chansons de sa jeunesse  | double album 33 tours/30cm | |
| Le Petit Chemin                               | Jean Nohain                | Mireille                                | 2:32  | 1980           | 1982     | Georges Brassens chante les chansons de sa jeunesse  | double album 33 tours/30cm | |
| Pour me rendre à mon bureau                   | Jean Boyer                 | Jean Boyer                              | 3:07  | 1980           | 1982     | Georges Brassens chante les chansons de sa jeunesse  | double album 33 tours/30cm | |
| À Paris dans chaque faubourg                  | Maurice Jaubert            | René Clair                              | 2:50  | 1980           | 1982     | Georges Brassens chante les chansons de sa jeunesse  | double album 33 tours/30cm | |
| J'ai connu de vous                            | Charles Trenet             | Charles Trenet                          | 2:37  | 1980           | 1982     | Georges Brassens chante les chansons de sa jeunesse  | double album 33 tours/30cm | |
| Le Refrain des chevaux de bois                | Maurice Alexander          | Charlys, Maurice Vandair                | 2:41  | 1980           | 1982     | Georges Brassens chante les chansons de sa jeunesse  | double album 33 tours/30cm | |
| Le général dort debout                        | Michael Carr (en)          | Jean Féline                             | 2:20  | 1980           | 1982     | Georges Brassens chante les chansons de sa jeunesse  | double album 33 tours/30cm | |
| Verlaine                                      | Charles Trenet             | poème de Paul Verlaine                  | 1:50  | 1980           | 1982     | Georges Brassens chante les chansons de sa jeunesse  | double album 33 tours/30cm | |
| Sur mon phono                                 | Vincent Scotto             | Charlys                                 | 3:01  | 1980           | 1982     | Georges Brassens chante les chansons de sa jeunesse  | double album 33 tours/30cm | |
| Le Bleu des bleuets                           | Marcel Legay               | Edmond Haraucourt                       | 2:51  | 1980           | 1982     | Georges Brassens chante les chansons de sa jeunesse  | double album 33 tours/30cm | |
| Sous le kiosque à musique                     | Marc Lanjean               | Charlys, Maurice Vandair                | 1:46  | 1980           | 1982     | Georges Brassens chante les chansons de sa jeunesse  | double album 33 tours/30cm | |
| Puisque vous partez en voyage                 | Jean Nohain                | Mireille                                | 2:36  | 1980           | 1982     | Georges Brassens chante les chansons de sa jeunesse  | double album 33 tours/30cm | |
| Y'a toujours un passage à niveau              | Georges van Parys          | Jean Boyer                              | 1:44  | 1980           | 1982     | Georges Brassens chante les chansons de sa jeunesse  | double album 33 tours/30cm | |
| Il existe encore des bergères                 | Jean Tranchant             | Jean Tranchant                          | 3:09  | 1980           | 1982     | Georges Brassens chante les chansons de sa jeunesse  | double album 33 tours/30cm | |
| À la Varenne                                  | José Jekyll                | Marc-Hély                               | 2:37  | 1980           | 1982     | Georges Brassens chante les chansons de sa jeunesse  | double album 33 tours/30cm | |
| La Romance de la pluie                        | Jack Stern                 | Jack Meskill, André Hornez (adaptation) | 1:58  | 1980           | 1982     | Georges Brassens chante les chansons de sa jeunesse  | double album 33 tours/30cm | |
| Une partie de pétanque                        | Léo Nègre, André Montagard | André Montagard                         | 1:17  | 1980           | 1982     | Georges Brassens chante les chansons de sa jeunesse  | double album 33 tours/30cm | |
| Boum                                          | Charles Trenet             | Charles Trenet                          | 1:56  | 1980           | 1982     | Georges Brassens chante les chansons de sa jeunesse  | double album 33 tours/30cm | |
| Terre                                         | Charles Trenet             | Charles Trenet                          | 2:30  | 1980           | 1982     | Georges Brassens chante les chansons de sa jeunesse  | double album 33 tours/30cm | |
| Les Prénoms effacés                           | Jean H. Tranchant          | Jean Tranchant                          | 1:10  | 1980           | 1982     | Georges Brassens chante les chansons de sa jeunesse  | double album 33 tours/30cm | |
| Quand un vicomte                              | Jean Nohain                | Mireille                                | 1:49  | 1980           | 1982     | Georges Brassens chante les chansons de sa jeunesse  | double album 33 tours/30cm | |
| Le Vieux Château                              | Jean Nohain                | Mireille                                | 2:25  | 1980           | 1982     | Georges Brassens chante les chansons de sa jeunesse  | double album 33 tours/30cm | |
| Le Fiacre                                     | Léon Xanrof                | Léon Xanrof                             | 2:40  | 1980           | 1982     | Georges Brassens chante les chansons de sa jeunesse  | double album 33 tours/30cm | |
| Le Chemin de ma belle                         | Paul Misraki               | Louis Poterat                           | 2:23  | 1980           | 1982     | Georges Brassens chante les chansons de sa jeunesse  | double album 33 tours/30cm | |
| L'amour est passé près de vous                | Frédo Gardoni, Sacha Chwat | Charlys, Raymond Souplex                | 2:17  | 1980           | 1982     | Georges Brassens chante les chansons de sa jeunesse  | double album 33 tours/30cm | |
| En quittant la ville, j'entends               | Charles Trenet             | Charles Trenet                          | 1:51  | 1980           | 2001     | Georges Brassens Inédits (archives 1953-1980)        | CD                         | Ce titre, comme ceux ci-dessous, est resté inédit jusqu'en 2001. Issues des séances d'enregistrements au studio de RMC en 1980, ils ne furent pas retenus pour la réalisation de l'album Georges Brassens chante les chansons de sa jeunesse. |
| Adieu, Venise provençale                      | Vincent Scotto             | Henri Alibert, René Sarvil              | 2:01  | 1980           | 2001     | Georges Brassens Inédits (archives 1953-1980)        | CD                         | Titre resté inédit durant 21 ans. |
| Ça s'est passé un dimanche                    | Georges Van Parys          | Jean Boyer                              | 2:07  | 1980           | 2001     | Georges Brassens Inédits (archives 1953-1980)        | CD                         | Titre resté inédit durant 21 ans. |
| Mimile                                        | Georges Van Parys          | Jean Boyer                              | 3:19  | 1980           | 2001     | Georges Brassens Inédits (archives 1953-1980)        | CD                         | Titre resté inédit durant 21 ans. |

## Pour compléter

### Les dernières chansons inédites de Georges Brassens, enregistrées par Jean Bertola
| Titre                                       | Musique      | Paroles | Durée | Enregistrement | Parution | Album                     | Support                    | Remarque |
| ------------------------------------------- | ------------ | ------- | ----- | -------------- | -------- | ------------------------- | -------------------------- | --- |
| Quand les cons sont braves                  |              |         | 3:01  | 1982           | 1982     | Dernières Chansons        | double album 33 tours/30cm | Cet album de Jean Bertola propose des titres inédits de Georges Brassens, que ce dernier n'a pu enregistrer... On peut lire sur le livret ce propos de Jean Bertola : « Comme vous, j'aurais préféré que ces 17 chansons nous parviennent par la voix de leur auteur. Cet album n'est là que pour vous offrir ce que Georges n'a pas eu le temps de vous donner ». |
| Méchante avec de jolis seins                |              |         | 3:12  | 1982           | 1982     | Dernières Chansons        | double album 33 tours/30cm | |
| Dieu s'il existe                            |              |         | 3:39  | 1982           | 1982     | Dernières Chansons        | double album 33 tours/30cm | |
| Le vieux Normand                            |              |         | 3:57  | 1982           | 1982     | Dernières Chansons        | double album 33 tours/30cm | |
| Le passéiste                                |              |         | 2:38  | 1982           | 1982     | Dernières Chansons        | double album 33 tours/30cm | |
| Ceux qui ne pensent pas comme nous          |              |         | 3:46  | 1982           | 1982     | Dernières Chansons        | double album 33 tours/30cm | |
| La visite                                   |              |         | 2:59  | 1982           | 1982     | Dernières Chansons        | double album 33 tours/30cm | |
| La nymphomane                               |              |         | 4:01  | 1982           | 1982     | Dernières Chansons        | double album 33 tours/30cm | |
| Clairette et la fourmi                      |              |         | 3:00  | 1982           | 1982     | Dernières Chansons        | double album 33 tours/30cm | |
| Entre la rue Didot et la rue de Vanves      |              |         | 5:05  | 1982           | 1982     | Dernières Chansons        | double album 33 tours/30cm | |
| L'andropause                                |              |         | 6:41  | 1982           | 1982     | Dernières Chansons        | double album 33 tours/30cm | |
| Entre l'Espagne et l'Italie                 |              |         | 2:03  | 1982           | 1982     | Dernières Chansons        | double album 33 tours/30cm | |
| La maîtresse d'école                        |              |         | 3:21  | 1982           | 1982     | Dernières Chansons        | double album 33 tours/30cm | |
| Ce n'est pas tout d'être mon père           |              |         | 3:41  | 1982           | 1982     | Dernières Chansons        | double album 33 tours/30cm | |
| Le Sceptique                                |              |         | 4:18  | 1982           | 1982     | Dernières Chansons        | double album 33 tours/30cm | |
| Retouches à un roman d'amour de quatre sous |              |         | 3:23  | 1982           | 1982     | Dernières Chansons        | double album 33 tours/30cm | |
| Le pêcheur                                  |              |         | 2:44  | 1982           | 1982     | Dernières Chansons        | double album 33 tours/30cm | |
| L'antéchrist                                | Jean Bertola |         | 3:25  | 1985           | 1985     | Le Patrimoine de Brassens | album                      | Jean Bertola enregistre 12 titres restés inédits de Georges Brassens. Les textes furent retrouvés « rangés dans un beau désordre, sur des feuilles éparses ou des cahiers d'écoliers, il laissait derrière lui dix-sept chansons prêtes à être enregistrées, mais aussi des textes achevés assortis çà et là d'amorces de mélodies d'une part, et de musiques "indépendantes" d'autre part, qu'il avait confiées à des bandes magnétiques [...] ». Jean Bertola a « achevé les mélodies amorcées, mariés les textes et musiques de Brassens qui semblaient présenter des affinités, imaginé une escorte musicale aux poèmes qui restaient veufs, enregistré un nouveau disque ! [...] Chacun y démêlera [...], ce qui revient dans tout cela à Georges Brassens et ce qui est plutôt de Jean Bertola ». Pierre Onténiente |
| Si seulement elle était jolie               |              |         | 2:24  | 1985           | 1985     | Le Patrimoine de Brassens | album                      | |
| Le revenant                                 | Jean Bertola |         | 2:12  | 1985           | 1985     | Le Patrimoine de Brassens | album                      | |
| Tant qu'il y a des Pyrénées                 |              |         | 2:21  | 1985           | 1985     | Le Patrimoine de Brassens | album                      | |
| Chansonnette à celle qui reste pucelle      |              |         | 1:51  | 1985           | 1985     | Le Patrimoine de Brassens | album                      | |
| La légion d'honneur                         | Jean Bertola |         | 3:16  | 1985           | 1985     | Le Patrimoine de Brassens | album                      | |
| S'faire enculer                             | Jean Bertola |         | 3:47  | 1985           | 1985     | Le Patrimoine de Brassens | album                      | |
| Honte à qui peut chanter                    |              |         | 3:45  | 1985           | 1985     | Le Patrimoine de Brassens | album                      | |
| Le progrès                                  | Jean Bertola |         | 3:49  | 1985           | 1985     | Le Patrimoine de Brassens | album                      | |
| L'orphelin                                  | Jean Bertola |         | 3:59  | 1985           | 1985     | Le Patrimoine de Brassens | album                      | |
| Les châteaux de sable                       |              |         | 6:05  | 1985           | 1985     | Le Patrimoine de Brassens | album                      | |
| Jeanne Martin                               | Jean Bertola |         | 3:38  | 1985           | 1985     | Le Patrimoine de Brassens | album                      | |